# Odessa (Delaware)
Odessa je gradić u američkoj saveznoj državi Delaver. Prema popisu stanovništva iz 2010. u njemu je živjelo 364 stanovnika.